# طيطان سيلاني
الطِيطَان السَيْلاَنِيّ هو نوع نباتات من جنس الطيطان، يكثر بالهند وجزر المحيط الهندي.